# Амсвер
Амсвер (нід. Amsweer) — селище в нідерландській провінції Гронінген. Входить до складу муніципалітету Емсделта. Перші згадки про населений пункт датуються 15-им сторіччям.